# Коморовский, Бронислав (священник)
Бронисла́в Коморо́вский (пол. Bronisław Komorowski; 25 мая 1889, Барложно, Германия — 22 марта 1940, Штуттгоф, Штутово) — блаженный Римско-католической церкви, священник, мученик. Видный деятель польского культурного возрождения, существовавшего до начала Второй мировой войны в городе Гданьск (Данциг). Входит в число 108 блаженных польских мучеников, беатифицированных римским папой Иоанном Павлом II во время его посещения Варшавы 13 июня 1999 года.

## Биография
После окончания гимназии в 1910 году в Хелме вступил в семинарию в Пельплине, после окончания которой в 1914 году был рукоположён в сан священника. Служил викарием в деревне Лэнгове. В 1915 году был переведён в Гданьск в приход святого Николая. В Гданьске он начинает заниматься общественно-политической деятельностью среди польского населения Гданьска (в то время Данциг). Во время катехизации учил детей польской истории и польскому языку. С 1919 года начинает говорить во время мессы проповеди на польском языке.
В 1923 году с целью усиления польского культурного влияния в духовной жизни Католической Церкви в Данциге совместно с другими деятелями польской культуры основывает Товарищество Строительства Польских Церквей.
C 1933 по 1934 год был единственным польским депутатом в Гданьском Городском Совете. В 1933 году принимал участие в выборах в Гданьского Сейма. В 1935 году заседал в Гданьском Сейме вместо депутата Эразма Чарнецкого, выехавшего из Гданьска. 7 апреля 1935 года снова участвовал в выборах в Гданьский Сейм, после которых стал депутатом.
По благословению римского папы Пия XI вместе со священником Франциском Рогачевским с целью увеличения прав польскоязычных прихожан, не имевших возможности осуществлять религиозные потребности на родном языке, основывает два персональных польских прихода. 10 октября 1937 года назначается настоятелем персональных польских приходов.
Бронислав Коморовский занимался также пастырской деятельностью среди польских студентов Гданьского Политехнического Института, неоднократно защищая их права.
1 сентября 1939 года был арестован немецкими властями и препровождён в концентрационный лагерь Штуттгоф. Был расстрелян 22 марта 1940 года вместе со многими польскими культурными и политическими деятелями в лесу возле концлагеря (среди них был блаженный Мариан Гурецкий).

## Прославление
13 июня 1999 года был беатифицирован римским папой Иоанном Павлом II вместе с другими польскими мучениками Второй мировой войны.
День памяти — 12 июня.